# Hilarion z Gazy
Hilarion z Gazy (též zvaný Hilarion Veliký; 291 – kolem roku 371) byl anachoreta (poustevník), který podle příkladu Antonína Velikého (asi 251–356) strávil většinu života na poušti. Zatímco Antonín je považován za zakladatele křesťanského mnišství na egyptské poušti, Hilarion bývá často považován za zakladatele palestinského mnišství. Je uctíván jako svatý pravoslavnou i římskokatolickou církví.

## Život
Hlavním zdrojem informací o Hilarionovi je životopis napsaný sv. Jeronýmem. Život Hilariona napsal Jeroným v roce 390 v Betlémě s cílem podpořit asketický život, kterému se oddal. Vedle legend obsahuje i historicky věrohodné údaje.
Hilarion se narodil pohanským rodičům ve městě Thabatha, jižně od Gazy v regionu Syria Palaestina. Úspěšně studoval rétoriku v Alexandrii. Zdá se, že tam konvertoval ke křesťanství. Začal se vyhýbat radostem života – divadlu, cirkusu a aréně – a trávil čas v kostele. Podle svatého Jeronýma to byl hubený a jemný mladík křehkého zdraví.
Poté, co Hilarion uslyšel o Antonínovi, jehož jméno bylo podle Jeronýma „v ústech všech národů Egypta“, odešel ve věku patnácti let s ním na dva měsíce na poušť. Antonínova poustevna v Nitrijské poušti byla zaplavena návštěvníky hledajícími lék na své nemoci nebo úlevu od trápení démony. Hilarion se domů vrátil spolu s několika mnichy. Jeho rodiče mezitím zemřeli, a on rozdal své dědictví svým bratrům a chudým a odešel na poušť.

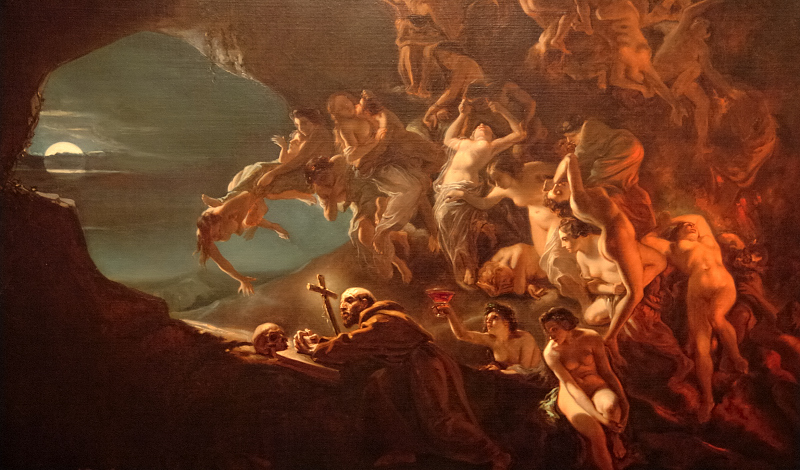
Pokušení sv. Hilariona, Octave Tassaert, kolem roku 1857 (Montrealské muzeum umění)

Hilarion odešel do oblasti jihozápadně od přístavu v Gaze, která byla na jedné straně ohraničena mořem a na druhé bažinami. Protože to bylo místo častých loupeží, jeho příbuzní a přátelé ho varovali před nebezpečím. Proto bylo jeho zvykem nikdy nezůstávat dlouho na stejném místě. Vzal si s sebou jen košili z hrubého plátna, plášť z kůží, který mu dal svatý Antonín, a hrubou přikrývku. Vedl nomádský život a přísně se postil, skromné jídlo požil až po západu slunce. Živil se pletením košíků.
Hilarion žil prostý život plný strádání na poušti, kde také zažil duchovní vyprahlost včetně pokušení k zoufalství. Sužován tělesnými myšlenkami se postil ještě více. Byl „tak vyzáblý, že jeho kosti sotva držely pohromadě“ (Jeroným).
Nakonec si postavil chýši z rákosí a trávy na místě dnešního Dajr al-Balah, ve které žil čtyři roky. Poté si postavil malou celu s nízkým stropem, „spíše hrobku než dům“, kde spal na lůžku, recitoval bibli nebo zpíval hymny. Nikdy si nepral oblečení, měnil je, jen když se rozpadlo, a vlasy si stříhal jen jednou za rok. Jednou ho navštívili lupiči, ale nechali ho na pokoji, když zjistili, že se smrti nebojí a stejně nemá nic, co by stálo za krádež.
Svatý Jeroným popsal i Hilarionovu stravu: prý jedl trochu čočky navlhčené studenou vodou a po třech letech přešel na suchý chléb se solí a vodou. Nakonec, když si všiml, že mu přestává sloužit zrak a že cítí nepřirozeně silné svědění, přidal do této stravy trochu oleje.
Na poušti žil 22 let a v Syrské Palestině se stal známým. Začali přicházet návštěvníci a prosili ho o pomoc. Proud prosebníků a potenciálních učedníků přiměl Hilariona odejít na odlehlejší místa. Ale i tam za ním chodili. Časem kolem jeho cely vyrostl klášter sv. Hilariona. I do něj ale chodilo tolik návštěvníků, zejména žen, že Hilarion uprchl. Nejprve navštívil Antonínovo útočiště v Egyptě. Poté se stáhl na Sicílii, později do Dalmácie a nakonec na Kypr. Tam zemřel v roce 371.
Hilarionovi byly připisovány různé zázraky. Jeho prvním zázrakem bylo, když vyléčil ženu z Eleutheropole (římské město v Syrii Palaestině), která byla 15 let neplodná. Později vyléčil tři děti ze smrtelné nemoci, uzdravil ochrnutého vozataje a vyhnal démony.